# Ivana Janečková
Ivana Janečková detta Iva (Rychnov nad Kněžnou, 8 marzo 1984) è un'ex fondista ceca.

## Biografia
In Coppa del Mondo ha esordito il 18 gennaio 2003 a Nové Město na Moravě (45ª) e ha ottenuto il primo podio il 17 dicembre 2006 a La Clusaz (3ª).
In carriera ha preso parte a due edizioni dei Giochi olimpici invernali, Torino 2006 (27ª nella 30 km, 23ª nell'inseguimento, 6ª nella staffetta) e Vancouver 2010 (32ª nella 10 km, 40ª nella 30 km, 12ª nella staffetta), e a cinque dei Campionati mondiali (5ª nella staffetta a Sapporo 2007 il miglior risultato).

## Palmarès

### Mondiali juniores
- 1 medaglia:
  - 1 argento (staffetta a Stryn 2004)

### Coppa del Mondo
- Miglior piazzamento in classifica generale: 63ª nel 2010
- 1 podio:
  - 1 terzo posto